# Rundfunkjahr 1980

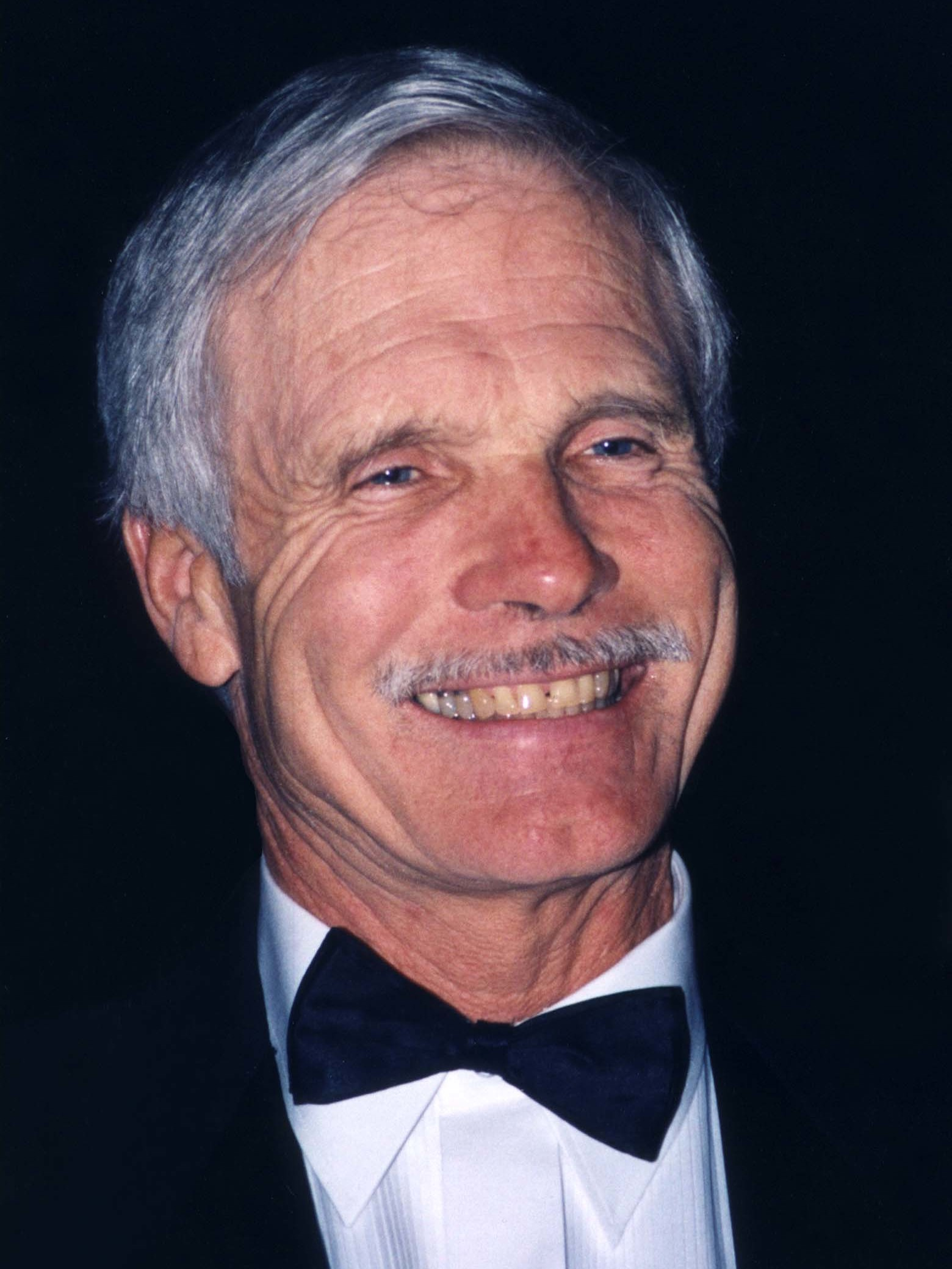
Der US-amerikanische Medienunternehmer Ted Turner gründet CNN, der erste Nachrichtenspartensender der Welt.

Liste der Rundfunkjahre

◄◄ | ◄ | 1976 | 1977 | 1978 | 1979 | Rundfunkjahr 1980 | 1981 | 1982 | 1983 | 1984 | ► | ►►

Weitere Ereignisse

## Allgemein
- Der niederländische Elektronikkonzern Philips stellt das Laserdiscsystem LaserVision vor. Das Signal wird analog aufgezeichnet und bietet die bis dahin höchste Bild- und Tonqualität, so dass die Bildplatten auch im professionellen Bereich Verwendung finden. LaserVision findet in Europa kaum Verbreitung, kann aber in den USA und Japan nennenswerte Marktanteile erzielen.
- 6. Januar 1980 um 00:00:00 startet die GPS-Zeit
- 21. Januar – Der ORF startet als einer der Pioniere am europäischen Markt sein Teletextangebot.
- 7. März – Beginn des Farbfernsehens in Portugal.
- 17. März – Der österreichische Bundeskanzler Bruno Kreisky wiederholt seinen Vorschlag von 1972 für einen dritten österreichischen Fernsehkanal, der von den österreichischen Zeitungsherausgebern kontrolliert und finanziert werden soll als Gegengewicht zum Monopol des ORF.
- 30. April bis 5. Mai – Die Ereignisse um die Besetzung und Geiselnahme in der iranischen Botschaft in London im Vorfeld des ersten Golfkrieges sind teilweise live im Fernsehen zu sehen.
- 22. Mai – Die japanische Firma namco veröffentlicht Pac-Man, eines der bekanntesten und populärsten Arcade- und Videospiele der 1980er Jahre.
- 1. Juni – Der US-amerikanische Medienunternehmer Ted Turner gründet in Atlanta, Georgia CNN, den ersten Nachrichtenspartensender der Welt.
- September – In Köln erscheint die Ausgabe der deutschen Musik- und Popkulturzeitschrift Spex.
- 12. September – Die Bevölkerung der Türkei wird mit regelmäßigen Durchsagen und Marschmusik über den erfolgten Militärputsch[1] und die neuen Machthaber ab 4 Uhr 45 per Hörfunk informiert.

## Hörfunk
- 7. Januar – Der Saarländische Rundfunk startet unter dem Namen Saarlandwelle sein drittes Hörfunkprogramm.
- 4. April – Die Ö3-Sendung Musicbox sendet eine Ausgabe über die tschechische Underground-Band The Plastic People of the Universe.[2]
- 20. März – Das Sendeschiff von Radio Caroline kentert aufgrund von schwerem Seegang vor der Küste von Essex.
- 4. Oktober – Start von Bayern 4 Klassik, einem frühen ausschließlich mit klassischer Musik programmierten Hörfunkspartensender.

## Fernsehen

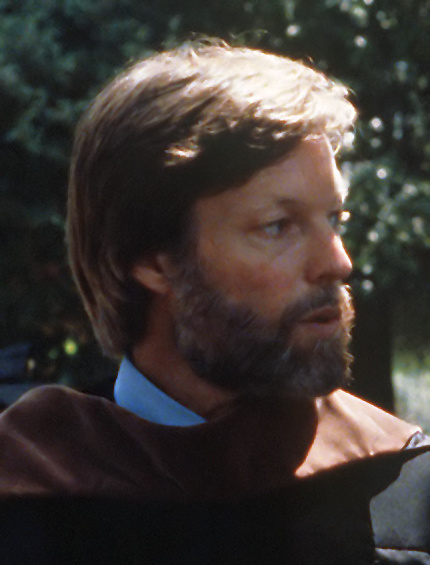
Richard Chamberlain ist in der Abenteuerserie Shogun zu sehen

- Januar – Auf der US-amerikanischen Senderkette PBS ist die 10-teilige Serie Free To Choose zu sehen, in der der Ökonom Milton Friedman von der Universität Chicago die Prinzipien der freien Marktwirtschaft erläutert.[3]
- 2. Januar – Im ZDF startet die 9-teilige US-Miniserie Weißes Haus, Hintereingang in deutscher Erstausstrahlung.
- 4. Januar – Die deutsche Fernsehserie Felix und Oskar ist erstmals im ZDF zu sehen.
- 8. Januar – Das ZDF beginnt mit der deutschsprachigen Erstausstrahlung der von Albert Barillé entworfenen 26-teiligen französischen Zeichentrickserie Es war einmal … der Mensch (Originaltitel: Il était une fois … l’Homme). Die Serie, die von zahlreichen europäischen, amerikanischen und japanischen Rundfunkanstalten produziert wird, richtet sich an Kinder im Volksschulalter und vermittelt die Geschichte der Menschheit. In der deutschen Synchronfassung wird die Figur des Erzählers (Maestro) von Josef Meinrad gesprochen, als weitere einprägsame Stimme ist Arnold Marquis zu hören. Das Titellied (1000 Jahre sind ein Tag) wird von Udo Jürgens gesungen.
- 8. Januar – Im ZDF ist die Fernsehserie Ein Fall für alle zu sehen.
- 22. Januar – Im Gemeinschaftsprogramm der ARD (Deutsches Fernsehen) wird mit der Ausstrahlung der deutschen Fernsehserie Die Leute vom Domplatz begonnen.
- 31. Januar – Das Deutsche Fernsehen strahlt die erste von Kurt Felix moderierte Ausgabe der Versteckte-Kamera-Show Verstehen Sie Spaß? aus.
- 4. März – Die 45-teilige Mysteryserie für Kinder Anderland hat beim ZDF Premiere.
- 26. März – Die neuseeländische Serie Gib deine Träume nicht auf ist erstmals beim ZDF zu sehen.
- 11. April – Auf ABC ist die erste Ausgabe der Late-Night-Show Fridays zu sehen. Sie entsteht in direkter Konkurrenz zu Saturday Night Live von NBC.
- 20. April – Die englische Serie Was geschah mit Adelaide Harris? ist im Deutschen Fernsehen zu sehen.
- 23. April – Die heitere Quizshow Rate mal mit Rosenthal geht im ZDF auf Sendung.
- 2. Mai – Im Gemeinschaftsprogramm der ARD (Deutsches Fernsehen) starten zwei Serien: Mein Freund Winnetou und Der Landpolizist.
- 10. Mai – Im ZDF startet die US-Comedyserie Die Bären sind los in deutscher Erstausstrahlung.
- 12. Juni – Die von Dieter Hildebrandt moderierte und vom SFB produzierte Kabarett-Sendung Scheibenwischer ist zum ersten Mal zu sehen.
- 23. Juni – Auf NBC ist die erste Ausgabe der David Letterman Show zu sehen.
- 25. Juni – Das ZDF zeigt die erste Folge der ABC-Serie Taxi. Damit taucht zum ersten Mal – weitestgehend unbeachtet – der US-Komiker Andy Kaufman auf deutschen Bildschirmen auf.
- 19. Juli – 3. August – Aufgrund des Boykotts der Olympischen Sommerspiele in Moskau, an dem sich neben den USA und anderen Ländern auch die Bundesrepublik Deutschland angeschlossen hat, entschließen sich ARD und ZDF aus der Liveberichterstattung auszusteigen. Westdeutsche Sportfreunde können Livebilder von den Olympischen Spielen nur in Grenzregionen der DDR sehen, in denen die Programme des Fernsehen der DDR zu empfangen sind.
- 6. August – Das ZDF übernimmt erstmals die Serie aus Großbritannien Die Füchse.
- 1. September – Radio Bremen löst sich aus dem Verbund des NDR und bietet sein eigenes regionales Fernsehprogramm an.
- 2. September – Die 13-teilige Miniserie aus den USA Captain Paris ist erstmals im Deutschen Fernsehen zu sehen.
- 5. September – Der WWF Club hat Premiere im Deutschen Fernsehen.
- 15. September – Die Abenteuerserie Shogun hat Premiere im US-Fernsehen. In der 5-teiligen Miniserie stellt Richard Chamberlain den im Jahr 1600 in Japan gestrandeten britischen Navigator John Blackthorne dar, der in die Intrigen der lokalen Feudalherren hineingezogen wird.
- 12. Oktober – Der erste Teil der unter der Regie von Rainer Werner Fassbinder entstandenen und vom WDR produzierten insgesamt 13-teiligen Verfilmung des Romans von Alfred Döblin, Berlin Alexanderplatz wird ausgestrahlt. Es handelt sich nicht nur um eines der Hauptwerke Fassbinders, sondern auch um die bis dahin aufwändigste Serienproduktion des WDR.
- 15. November – Die 26-teilige Jugendserie Die Abenteuer von Tom Sawyer und Huckleberry Finn, eine deutsch-kanadische Koproduktion hat Premiere im Deutschen Fernsehen.
- 21. November – Die 58. Folge der Serie Dallas wird in den USA zum ersten Mal ausgestrahlt und bricht mit einer Einschaltquote von mehr als 53 Prozent bisherige Rekorde. Sie löst den Cliffhanger der Folge 54 der Serie (A House Divided), die im März 1981 über die Bildschirme gegangen war, bei der eine Hauptfiguren, J. R. Ewing von Schüssen getroffen zusammenbricht, auf.
- 24. November – Die 13-teilige Familienserie aus Großbritannien Joan und Harry wird im Gemeinschaftsprogramm der ARD (Deutsches Fernsehen) erstmals ausgestrahlt.
- 30. November – Das 4-teilige Marionettenspiel aus der Augsburger Puppenkiste, Die Opodeldoks hat im Deutschen Fernsehen Premiere.
- 8. Dezember – Während des Liveberichts über eine Begegnung zwischen den Footballmannschaften Miami Dolphins und den New England Patriots überrascht der US-amerikanische Sportkommentator Howard Cosell Millionen von Zusehern, als er den Tod John Lennons bekannt gibt: “Yes we have to say it. Remember this is just a football game, no matter who wins or loses. An unspeakable tragedy confirmed us by ABC News in New York City: John Lennon, outside his apartment building on the West Side of New York City, the most famous, perhaps of all the Beatles, shot twice in the back, rushed to Roosevelt Hospital, dead on arrival. Hard to go back on the game after that news flash, which in duty bound, we have to take.” (deutsch: „Ja, wir müssen es sagen. Erinnern wir uns, dass das hier nur ein Footballspiel ist, egal wer gewinnt oder verliert. Eine unaussprechliche Tragödie wird uns von ABC News in New York City bestätigt: John Lennon, wahrscheinlich der berühmteste der Beatles, wurde zweimal in den Rücken geschossen, in das Roosevelt Hospital eingeliefert, und starb, noch bevor er dort eintraf. Nach dieser Sondermeldung ist es schwierig, wieder zum Spiel zurückzukehren, was wir aber pflichtschuldig tun müssen.“)
- 11. Dezember – Der amerikanische Fernsehsender NBC strahlt die erste Folge der Krimiserie Magnum, P. I. aus.
- 21. Dezember – Das Deutsche Fernsehen zeigt Die Rebellen vom Liang Shan Po.

## Geboren
- 20. Januar – Felicitas Woll, deutsche Schauspielerin (Berlin, Berlin), wird in Homberg (Efze), Hessen geboren.
- 21. Januar – Maria Popistașu, rumänische Schauspielerin, wird in Bukarest geboren.
- 22. Januar – Christopher Masterson, US-amerikanischer Schauspieler (Malcolm mittendrin), wird auf Long Island, New York geboren.
- 30. Januar – Wilmer Valderrama, US-amerikanischer Schauspieler (Die wilden Siebziger), Synchronsprecher und Produzent, wird in Miami, Florida geboren.
- 07. März – Laura Prepon, US-amerikanische Schauspielerin, Synchronsprecherin und Regisseurin, wird in Watchung im US-Bundesstaat New Jersey geboren.
- 29. Mai – Dagmar Geppert, deutsche Schauspielerin und Hörspielsprecherin, wird in Krefeld geboren.
- 17. August – Doris Golpashin, österreichische Radio- und Fernsehmoderatorin, wird geboren.
- 13. Oktober – Ashanti, US-amerikanische Sängerin und Schauspielerin, wird in Glen Cove, Long Island geboren.
- 17. Oktober – Justin Shenkarow, US-amerikanischer Schauspieler (Wer ist hier der Boss?, Der Prinz von Bel-Air), wird in Torrance, Kalifornien geboren.
- 31. Dezember – Nazan Gökdemir, deutsche  Journalistin und Fernsehmoderatorin, wird in Hannover geboren.

## Gestorben
- 29. Januar – Jimmy Durante, US-amerikanischer Comedian, Schauspieler und Radiomoderator, stirbt 86-jährig in Santa Monica.
- 11. März – Karl-Maria Schley, deutscher Schauspieler und Hörspielsprecher, stirbt 71-jährig in Berlin.
- 05. Juni – Margret Dünser, österreichische Journalistin (ZDF-Prominentenmagazin V.I.P.-Schaukel, 1971–1980), stirbt 53-jährig in Basel.
- 24. Juli – Peter Sellers, britischer Schauspieler und Comedian, stirbt 54-jährig in London.
- 17. Oktober –  Karl Brückel, deutscher Schauspieler, Theaterregisseur, Sänger und Hörspielsprecher, stirbt 99-jährig in Freilassing.
- 27. Dezember – Fritz Schröder-Jahn, deutscher Schauspieler, Film-, Fernseh- und Hörspielregisseur, stirbt 72-jährig in Hamburg.
- 31. Dezember – Marshall McLuhan, kanadischer Philosoph und Begründer der Medientheorie, stirbt 69-jährig in Toronto.